# Italo Allodi
Italo Allodi (né le 13 avril 1928 à Asiago en Vénétie et mort le 3 juin 1999 à Florence) est un dirigeant de football italien. 

## Biographie
Fils d'un cheminot et d'une femme au foyer, il commence par jouer au football en tant que milieu de terrain chez les jeunes de Santa Maria Capua Vetere, mais abandonne vite son début de carrière, ne parvenant pas à franchir la Serie C. Après une brève période de journaliste, il devient le secrétaire administratif du Mantoue Calcio. 
En 1959, Angelo Moratti, alors président de l'Inter, le prend dans son club pour le même poste. De 1959 à 1967, il est directeur sportif des nerazzurri, et devient l'un des protagonistes (réussissant quelques grands coupes comme la venue du joueur Tarcisio Burgnich) de la période de la Grande Inter. 
Au début des années 1970, il obtient un nouveau rôle de dirigeant avec le club de la Juventus. Il s'implique également beaucoup dans son nouveau club en tant que directeur général, étant notamment à l'origine de la venue de l'entraîneur Armando Picchi en 1970. Il prend ensuite sous son aile le futur directeur sportif du club Luciano Moggi en tant que recruteur de talents. Il est également à l'origine de la découverte de l'un des plus grands talents offensifs de l'histoire du football italien, Paolo Rossi, qu'il recrute au club à l'âge de 16 ans.
Il rejoint ensuite la Fiorentina puis enfin, après une parenthèse de huit années à Coverciano, le Napoli, avec qui il reste jusqu'en 1987.
Impliqué dans un scandale concernant le calcio en 1986, il en sort banchit mais non moins bouleversé. Le 12 janvier 1987, il est frappé par un ictus qui le force à abandonner le monde du football. 
Il meurt en 1999 d'un accident cardio-vasculaire, laissant sa femme Franca et son fils Cristiano.

### Controverses
Personnage très controversé, Allodi fut de nombreuses fois accusés par ses détracteurs d'arranger des matchs, notamment par le journaliste anglais Brian Glanville qui l'accusa d'avoir corrompu ou du moins tenter de corrompre les arbitres des demi-finales de la Coupe des champions en 1964, 1965, 1966 et 1973. Ces accusations ne furent toutefois jamais prouvées et furent toutes démenties par l'UEFA.

## Carrière de dirigeant
- 1955-1959 :  Mantoue
- 1959-1967 :  Inter
- 1970-1973 :  Juventus
- 1974-1982 : Responsable du centre sportif de Coverciano
- 1982-1985 :  Fiorentina
- 1985-1987 :  Napoli

## Annexe